# Symfonie č. 9 (Schubert)
Symfonie C dur zvaná "Velká" (D 944) patří mezi nejvýznačnější orchestrální díla rakouského skladatele Franze Schuberta. Výsledná partitura je datovaná březnem 1828. Přízvisko "Velká" dostala symfonie až později kvůli odlišení od Symfonie C dur (D589) z roku 1818.

## Historie vzniku
Cesta tohoto díla na koncertní podium nebyla jednoduchá. Schubert ji k uvedení zadal vídeňské Společnosti přátel hudby, která tehdy provozovala konzervatoř. Kvůli nevyzrálým hráčům narazilo nastudování symfonie na potíže a vedení spolku se rozhodlo od provedení ustoupit. O uvedení symfonie se tak zasadil až v roce 1839 Robert Schumann, který se od Schubertova bratra Ferdinanda dozvěděl o existenci autografu k této skladbě. Premiéra díla se pak uskutečnila 21. března 1839 v Lipsku za řízení Felixe Mendelssona. Příštího roku byla symfonie uvedena i ve Vídni, ale dávaly se jen dvě věty, které byly navíc odděleny árií z Donizettiho. Tři roky poté se Habeneck snažil uvést dílo v Paříži, ale orchestr se vzbouřil proti první větě a podobně to dopadlo o další dva roky později v Londýně, když se Mendelssohn rozhodl ji zařadit na zkoušky filharmonického koncertu.

## Charakteristika díla
Označení "Velká" si tato Schuberta symfonie zaslouží, ať už jde o svoji monumentálnost či délku a to zvláště, když se hraje se všemi repeticemi, jak je předepsal sám skladatel. První věta (sonátové formě) začíná pomalým úvodem, z jehož melodického jádra vycházejí tři témata expozice, po němž následuje rozsáhlé provedení a jen krátká repríza s kodou. V ní se skladatel vrací k tématu z úvodu. Po druhé pomalé větě (Andante), která proti sobě staví dva hudební motivy následuje scherzo s výraznou rytmikou. Z hlediska dalšího vývoje symfonické tvorby 19. století vrcholící v dílech Mahlerových a Brucknerových je pak zajímavá závěrečná věta díla (Allegro Vivace), v níž se v nových transformacích objevují prvky z předchozích vět.
Za jistou zajímavost lze považovat to, že Schubert v této symfonii cituje Beethovenovu Ódu na radost, kterou slyšel při nedávné premiéře. To lze považovat za jisté přihlášení se k Beethovenovu odkazu.

## Ohlas díla
V článku pro Neu Zeitschrift für Music napsal Robert Schumann, že kdo nezná tuto symfonii, zná Schuberta jen velmi málo. Schubert "musel mít výjimečný talent, když – ač za života ze svých orchestrálních děl mohl slyšet jen málo – dospěl k tak osobité instrumentaci." Ve srovnání s posledními díly Beethovena se Schubert podle mínění Schumanna "vědomě vyhýbá grotesknosti forem a odvážných spojení." Přesto jde o dílo novátorské. "Symfonie na nás zapůsobila jako dosud žádná po Beethovenovi," uzavírá své hodnocení díla Schumann.

## Z inscenační historie v Čechách
Tuto Schubertovu symfonii uvedla jen Česká filharmonie celkem již čtyřicetkrát, poprvé na Plodinové burze v Praze v roce 1903 pod taktovkou Viléma Zemánka a zatím naposledy 8. června 2022 pod vedením amerického dirigenta Michaela Tilsona Thomase.